# Casa del coronel del Regimiento de Chernígov
La casa del coronel del Regimiento de Chernígov (en ucraniano: Будинок Чернігівської полкової канцелярії), también conocido como la casa de Lizogub, es un edificio residencial situado en el parque Ditinets de la ciudad de Chernígov en el óblast de Chernígov, Ucrania.
El edificio es de uno de los pocos ejemplos de la arquitectura de viviendas ucraniana de finales del siglo XVII que han sobrevivido hasta nuestros días y uno de los dos edificios administrativos de las oficinas de los regimientos cosacos que se han conservado hasta nuestros días.

## Historia
Originalmente, entre los años 1687-1698, la casa perteneció al coronel del regimiento de Chernígov Yakiv Lizogub, y después de la muerte de este último (1698), al hetman Iván Mazepa. En el siglo XVIII aquí estuvo ubicada la oficina del regimiento cosaco de Chernígov, y desde finales del siglo XVIII hasta principios del siglo XX, el archivo.
Fue dañada durante los incendios de 1718 y 1750. En el siglo XVIII se añadió a la fachada norte un vestíbulo con frente labrado. En el siglo XIX se desmontaron las estufas, se perforaron ventanas en los muros este y oeste, se trasladó la salida sur a la ventana y se sustituyó el tejado de tejas por uno de hojalata.
Después de la restauración de 1954, la casa pasó a formar parte de la reserva arquitectónica e histórica de Chernígov (hoy reserva histórica y arquitectónica nacional "Chernígov antiguo"). En 1969, la casa fue restaurada nuevamente.

## Arquitectura
El estilo arquitectónico es el barroco ucraniano. La edificación es de ladrillo de una sola planta rectangular visto con mortero de cal, las paredes están enlucidas y encaladas por fuera y por dentro. El tejado es a dos aguas, sobre vigas de madera, revestido con chapa de acero. 
En el interior, pequeños vestíbulos dividen la casa en lados masculinos (occidental) y femeninos (oriental), cada uno con dos habitaciones, siendo un ejemplo de una típica "cabaña en dos mitades" ucraniana. La decoración de las fachadas se enriquece y complica desde la fachada oriental hasta las occidentales y principales del norte. 

## Galería

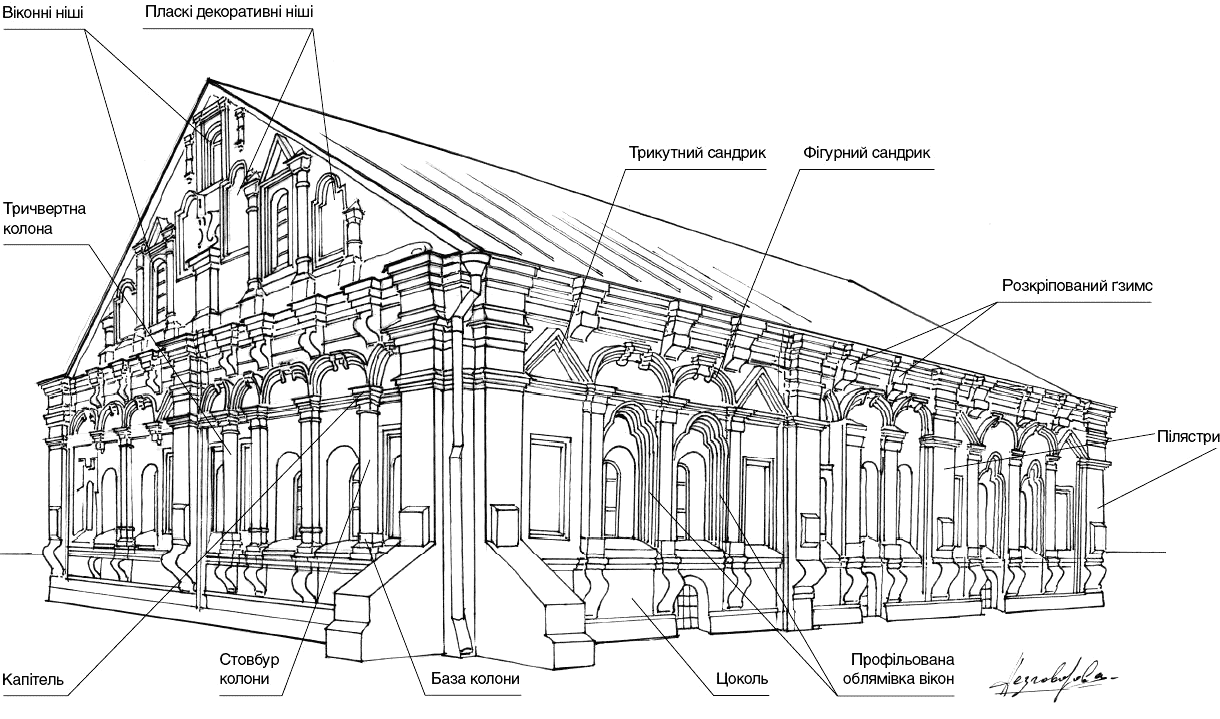
Estructura
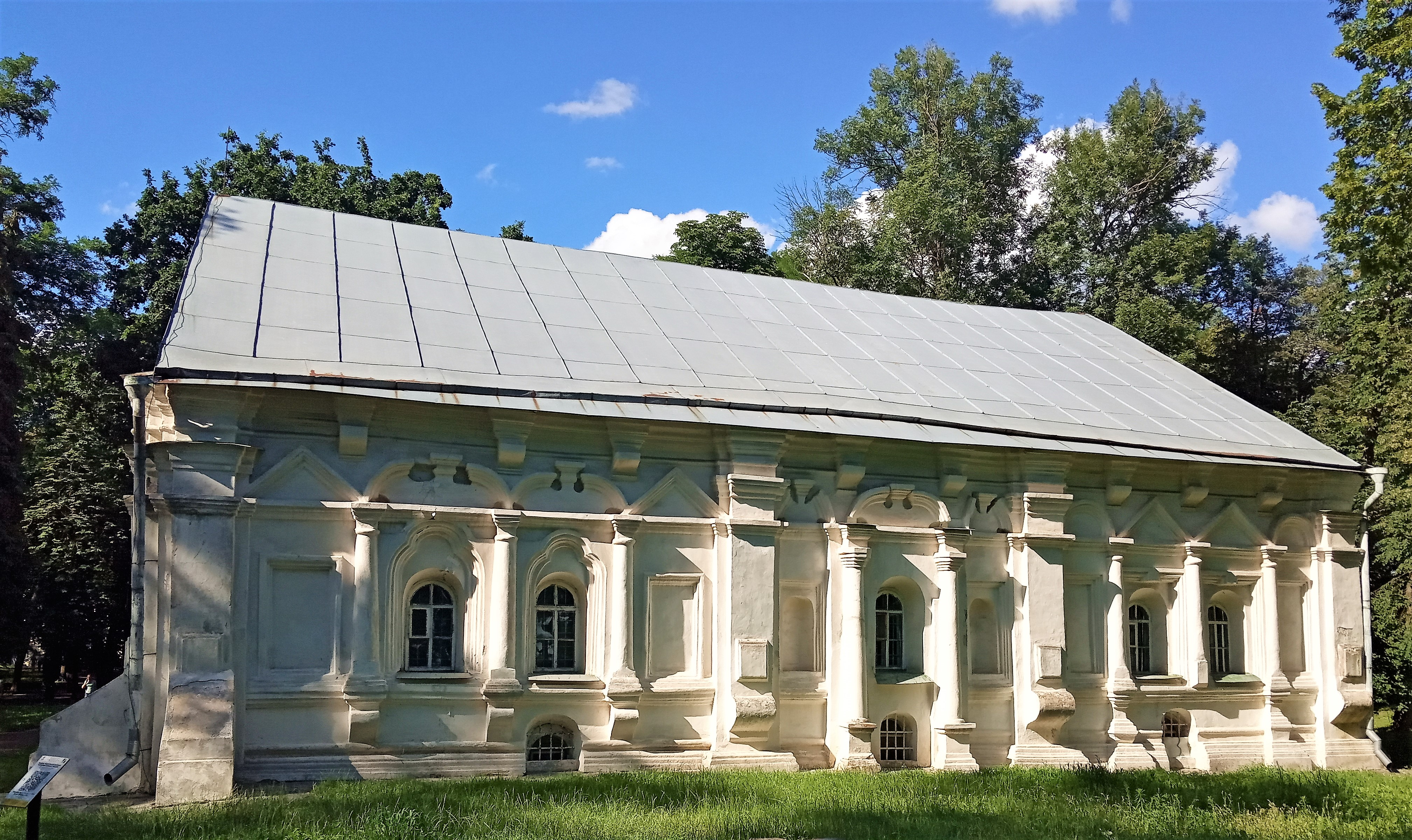
Lateral del edificio
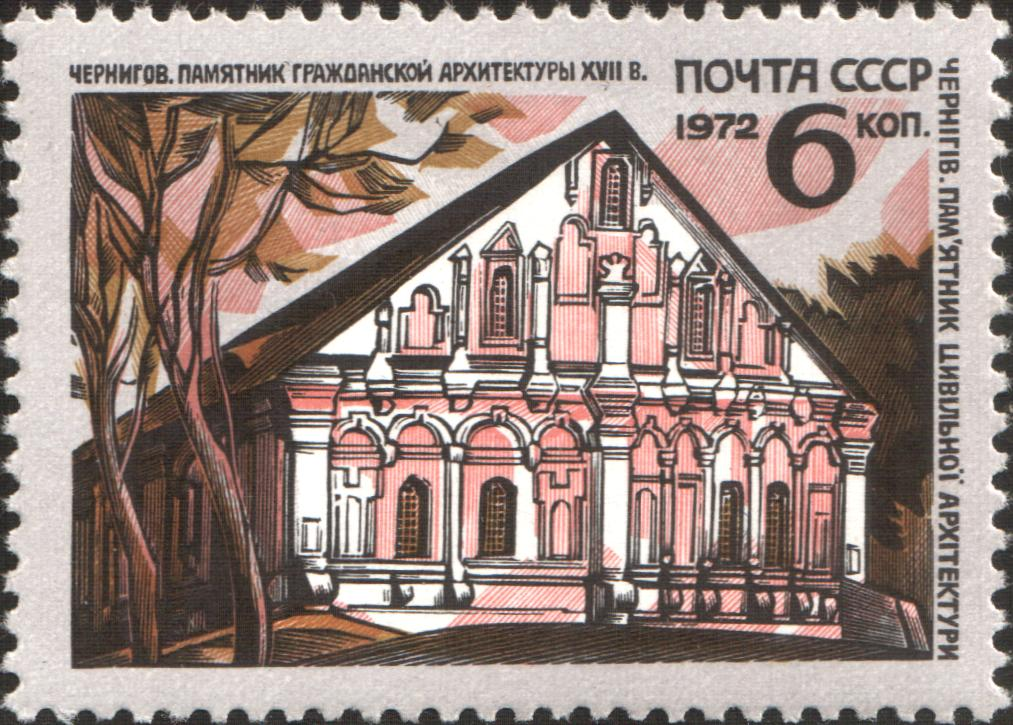
Sello con la casa